# Akademicki Ranking Uniwersytetów Świata
Akademicki Ranking Uniwersytetów Świata (ang. Academic Ranking of World Universities - ARWU), zwyczajowo lista szanghajska lub ranking szanghajski – zestawienie klasyfikujące uczelnie na podstawie osiągnięć naukowych i badawczych ich pracowników i absolwentów. W latach 2003–2008 ranking był prowadzony i opracowywany przez Institute of Higher Education przy Uniwersytecie Jiao Tong w Szanghaju, a od 2009 robi to ShanghaiRanking Consultancy (organizacja formalnie niepodporządkowana żadnym uniwersytetom ani agencjom rządowym).

## Opis
Ranking tworzony jest w oparciu o 4 kryteria: jakość edukacji (Quality of Education), jakość kadry (Quality of Faculty), publikacje przypisane uczelni (Research Output) i przeciętny wynik pracownika (Per Capita Performance). Jakość kadry ma wagę 10% i ustala się ją na podstawie liczby absolwentów, którzy otrzymali Nagrody Nobla i Medale Fieldsa. Na jakość kadry składają się 2 wskaźniki (oba z wagą 20%), mianowicie liczby pracowników, którzy otrzymali Nagrody Nobla i Medale Fieldsa i takich, którzy uznani zostali za najczęściej cytowanych (Highly Cited Researchers) przez firmę Clarivate. W przypadku publikacji uwzględnia się osobno artykuły tylko z czasopism Nature i Science (waga 20%) i wszystkie indeksowane w Science Citation Index-Expanded i Social Science Citation Index (także z wagą 20%). Ostatnie kryterium ma wagę 10% i jego wynik ustala się na podstawie powyższych 5 wskaźników z uwzględnieniem liczby kadry akademickiej uczelni.
Obecnie ARWU obejmuje ponad 1800 uczelni, ale publikuje się jedynie listę 1000 najwyżej sklasyfikowanych (w latach 2003-2016 było ich 500, a w 2017 - 800). Dokładne miejsce w rankingu podawane jest tylko w przypadku pierwszej setki, pozostałe uczelnie wymieniane są w grupach liczących 50 (miejsca 101-200) lub 100 (pozostałe) placówek.
We wszystkich dotychczasowych edycjach rankingu (stan na czerwiec 2024) pierwsze miejsce zajmował Uniwersytet Harvarda. W ostatnim rankingu (z 2023 roku) drugi był Uniwersytet Stanforda, a trzeci Massachusetts Institute of Technology. W pierwszej dziesiątce było aż 8 uczelni amerykańskich (w pierwszej setce było ich 38, a w całym rankingu 187). Najlepszą uczelnią europejską był, zajmujący czwarte miejsce w rankingu ogólnoświatowym, University of Cambridge, w pierwszej dziesiątce - na siódmym miejscu - uplasował się też University of Oxford. Najlepszą uczelnią francuską okazał się piętnasty Université Paris-Saclay, a szwajcarską dwudziesta ETH Zürich. Z uczelni azjatyckich najwyżej - na 22. miejscu - sklasyfikowano Tsinghua University.
W rankingu uwzględniane są także polskie szkoły wyższe: w 2023 Uniwersytet Warszawski i Uniwersytet Jagielloński znajdowały się odpowiednio w piątej setce rankingu, Akademia Górniczo-Hutnicza i Uniwersytet Medyczny we Wrocławiu w dziewiątej, a Uniwersytet im. Adama Mickiewicza, Politechnika Gdańska, Warszawski Uniwersytet Medyczny, Uniwersytet Mikołaja Kopernika i Politechnika Warszawska w dziesiątej. W pierwszym (z 2003, obejmującym jedynie 500 uczelni) było ich 3: Uniwersytet Warszawski (miejsca 301-350), Uniwersytet Jagielloński i Uniwersytet Wrocławski. W rankingu z 2016 (ostatnim przed powiększeniem) uplasowały się jedynie UW i UJ, w 2017 (w zestawieniu obejmującym 800 placówek) Uniwersytet Warszawski, Uniwersytet Jagielloński, Akademia Górniczo-Hutnicza, Uniwersytet im. Adama Mickiewicza, Śląski Uniwersytet Medyczny i Uniwersytet Wrocławski, a w 2018 (pierwszym z 1000 uczelni) Polska miała 12 reprezentantów.
Oprócz ogólnej klasyfikacji uczelni, tworzone jest także zestawienie szkół wyższych w ramach poszczególnych dyscyplin - Global Ranking of Academic Subjects (GRAS). Po raz pierwszy opublikowano go w roku 2017. Ranking z 2023 obejmuje 55 dyscyplin pogrupowanych w 5 dziedzin: nauk przyrodniczych, medycznych, społecznych, o życiu oraz technicznych i inżynieryjnych. W zestawieniach znalazło się ponad 1900 uczelni ze 104 krajów. Rankingi w poszczególnych dyscyplinach obejmują różne ilości uczelni (od 100 do 500).
W GRAS 2023 sklasyfikowano 7 dyscyplin prowadzonych na Uniwersytecie Warszawskim. Najwyższe pozycje zajęły fizyka i matematyka – w przedziale miejsc 101-150 (wśród 500 uczelni). Z kolei Uniwersytet Jagielloński został sklasyfikowany w 12 dziedzinach, z których najlepiej wypadła matematyka (miejsca 151-200). Na miejscach 76-100 (500 uczelni) znalazły się nauki rolnicze Uniwersytetu Przyrodniczego w Poznaniu, taki sam wynik (ale wśród 300 uczelni) osiągnęły też nauki weterynaryjne Szkoły Głównej Gospodarstwa Wiejskiego.

## Krytyka
Wielu ekspertów uważa ranking szanghajskiego uniwersytetu za niemiarodajny, między innymi ze względu na przyjęte przez jego autorów kryteria faworyzujące dziedziny, w których przyznawane są Nagrody Nobla, oraz dużą rolę publikacji w „Nature” lub „Science”, co działa na niekorzyść dziedzin humanistycznych i technicznych.